# Meu caro amigo
Meu caro amigo es el título de la canción del compositor Chico Buarque de Holanda, lanzada en 1976, en el álbum Meus Caros Amigos.

## Carta-casete
Brasil vivía un periodo de promesas de apertura política, pero muchos brasileños continuaban en el exilio. Desde Portugal, el teatrólogo Augusto Boal reclamaba noticias y Chico, en asociación con Francis Hime, atendió el llamamiento del amigo utilizando el refrán "la cosa aquí está negra" para informar sobre la situación del país al amigo distante. La madre de Boal fue portadora de la "carta", entregada durante un almuerzo con amigos también en exilio, de entre ellos Darcy Ribeiro y Paulo Freire, en la casa donde vivía en Lisboa, en el Campo Pequeño. Reunidos durante la sobremesa, los amigos oyeron las "noticias de casa": "Hablábamos tristezas, y oímos una esquina de esperanza.", cuenta Boal en testimonio para el libro Chico Buarque de Brasil. Actualmente la música representa una de las más importantes obras criticando la dictadura de todos los tiempos en Brasil.
La canción fue lanzada también en español con el nombre Querido Amigo en 1981 por el mismo autor.
- Datos: Q18277808